# Steuertonne
Die Steuertonne war ein deutsches Feld- und Flächenmaß in Schleswig-Holstein.
- 1 Steuertonne auf Geestland = 260 Quadratruten = 5466,06 Quadratmeter

Die einfache Holsteinische Tonne Landes auf Geestland war nur 240 Quadratruten groß.
Auf Moorland waren es 320 Quadratruten und auf Holzland (Wald) 300 Quadratruten. Die Quadratrute wurde mit 64 Quadratellen (1 Hamburger etwa 0,328 m2) gerechnet.